# Gainerie
 (février 2023).
Si vous disposez d'ouvrages ou d'articles de référence ou si vous connaissez des sites web de qualité traitant du thème abordé ici, merci de compléter l'article en donnant les références utiles à sa vérifiabilité et en les liant à la section « Notes et références ».
La gainerie est l'art de fabriquer des gaines, écrins, fourreaux d’épées, de sabres, de poignards, des boîtes, des portefeuilles, des coffres, des sous-mains, cuirs d’ameublements et autres objets. 
Le gainier teinte lui-même ses cuirs et parfois applique une dorure au fer.

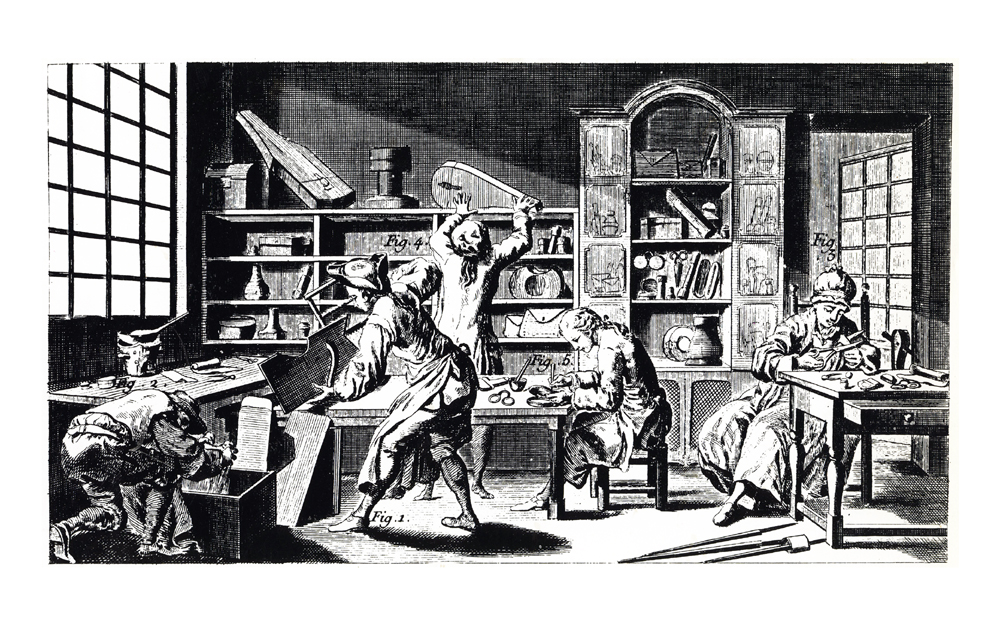
Atelier de gainerie - Encyclopédie Diderot et d’Alembert.

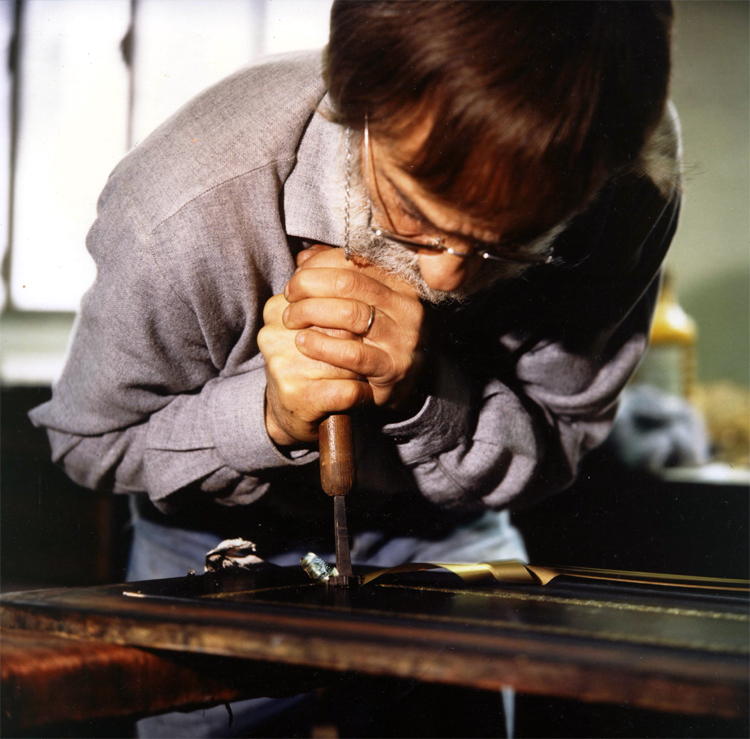
Gainerie-dorure d'un cuir par Bernard Rosenblum, artisan au faubourg Saint-Antoine.

## Étymologie
L'artisan en gainerie est nommé le gainier, venant du vieux français gaisnier, étymologiquement du mot gaine du fait de la gaine d'épée en cuir

## Histoire
Historiquement, la gainerie française se constitua en corporation sous le règne de Louis IX et en corps de jurande en 1323.
En 1560, François II confirma les privilèges de la corporation des gainiers, et les étendit même ; ces règlements demeurent en vigueur jusqu’en 1776 ; à cette époque, la corporation des coffretiers-malletiers disparaît, fusionnant avec la corporation des gainiers.
Vers le XVIe siècle, une forte rivalité naquit entre les relieurs et les gainiers. Certains gainiers acquirent des fers à dorer, mais la corporation des relieurs jouissant d’un bien plus grand prestige, ce furent les relieurs qui obtinrent l’usage exclusif des fers royaux, empiétant souvent sur le domaine des gainiers en profitant du privilège royal.
Puis, la gainerie prend en France, un accroissement considérable au début du XIXe siècle, et plus spécialement vers 1830, par suite du développement des industries pour lesquelles des écrins ou des étuis étaient nécessaires. À cette époque, les Français sont réputés dans le monde entier pour le bon goût de leurs productions.
Concernant le cuir d’ameublement, le gainage des dessus de bureaux, il apparaît sous la Régence et prend son élan sous le règne de Louis XV, avec l’apparition des secrétaires à abattant.
Les matériaux du cuir utilisés dans la gainerie sont principalement le maroquin, le chagrin, le galuchat, mais également d’autres cuirs. Les ouvrages sont souvent ornés de simples ou de riches dorures au fer.

## Gainiers célèbres
- François Lambert XVIIIe
- Jean-Claude Galluchat XVIIIe
- Jean-Marie Provost-Laroche XIXe
- Jean Bettenfeld XIXe
- Jehan Raymond début XXe
- Bernard Rosenblum XXe